# Uppvidinge pastorat
Uppvidinge pastorat är ett pastorat i Njudung-Östra Värends kontrakt i Växjö stift i Uppvidinge kommun i Kronobergs län. 
Pastoratet bildades 2014 genom sammanläggning av pastoraten:
- Åseda pastorat
- Lenhovda-Herråkra pastorat
- Älghults pastorat

Pastoratet består av följande församlingar (samtliga i kommunen):
- Åseda församling
- Nottebäcks församling
- Lenhovda-Herråkra församling
- Älghults församling

Pastoratskod är 061214 (var före 2020 060116)